# Préfecture d'arrondissements de Casablanca-Anfa
La préfecture d'arrondissements de Casablanca-Anfa (en arabe: عمالة مقاطعات الدار البيضاء-أنفا	) est une des 8 préfectures d'arrondissements de la commune de Casablanca.
Sa population compte  344 165 habitants en 2024, selon le recensement du Haut-Commissariat au Plan (HCP).
Le gouverneur de cette préfecture est monsieur Aziz Dadès.
La préfecture de Casablanca-Anfa, d'une superficie de 37,5 km2, comprend 3 arrondissements :
- Anfa (15,26 km2) dont le Président est Mohamed Chabak (محمد الشباك).
- Maârif (12,4 km2) dont le Président est Abdessadek Morchid  (عبد الصادق مرشد)
- Sidi Belyout (9,84 km2) dont la Présidente est Kenza Chraibi  (كنزة شرايبي بوهالي)

## Population
En 2024, selon le dernier recensement du HCP, sa population compte 344 165 habitants.
L'arrondissement le plus peuplé est Sidi Belyout.
|              | 1994         | 2004         | 2008         | 2014         | 2024         |
| Anfa         | 91 970       | 95 539       | 95 954       | 94 504       | 66 202       |
| Maârif       | 179 296      | 180 394      | 181 177      | 170 689      | 139 669      |
| Sidi Belyout | 254 456      | 218 918      | 219 869      | 189 715      | 138 294      |
| Total        | 525 722 hab. | 494 851 hab. | 497 000 hab. | 454 908 hab. | 344 165 hab. |